# Oh Carolina
Oh Carolina ist ein frühes jamaikanisches Ska-Stück von 1960 und eine der bedeutendsten Aufnahmen in der Geschichte der jamaikanischen Musik. Geschrieben wurde es von Count Ossie und John Folkes. Die erste Version wurde von den Folkes Brothers eingespielt und von Prince Buster produziert. Eine Coverversion von Shaggy war 1993 ein internationaler Hit.

## Geschichte
Über die Anteile bei der Entstehung des Stücks gab es später Auseinandersetzungen. Klar ist jedoch, dass sowohl Count Ossie als auch John Folkes und Prince Buster ihre Anteile hatten. Da es sich um das erste jamaikanische Musikstück handelt, das sich klar von US-amerikanischen und europäischen Einflüssen emanzipiert – kurz nach der Unabhängigkeit Jamaikas, 1958 (im Rahmen der Westindischen Föderation) – und eine ganz andere, afro-karibische Rhythmik verwendet, liegt es nahe, dass Count Ossie mit seinem prägenden Trommelstil der entscheidende Faktor bei der Entstehung von Oh Carolina war.
Die Single hielt sich 1961 einige Wochen in den jamaikanischen Charts und wurde auch in den Jahren danach in Jamaika viel gespielt. 1973 erschien auf Count Ossies Album Grounation eine Roots-Reggae-Version des Stücks. 1993 hatte Shaggy einen weltweiten Hit mit seiner Coverversion.